# Circuit Zandvoort
Circuit Zandvoort , tidigare Circuit Park Zandvoort, är en racerbana belägen utanför Zandvoort i Nederländerna. 
Från början var banan en stadsbana i Zandvoort som användes 1939. Den nuvarande banan byggdes 1948 och har därefter ändrats ett par gånger, senast 1998. Ett problem med banan är att den ligger vid havet och att det därmed blåser in sand på banan.
Nederländernas Grand Prix i formel 1 kördes här trettio gånger från början av 1950-talet till mitten av 1980-talet. Därefter användes banan bland annat till DTM och formel 3. Banan återvände till formel 1-kalendern år 2021.

## F1-vinnare
| Säsong | Förare             | Tillverkare     |
| ------ | ------------------ | --------------- |
| 1952   | Alberto Ascari     | Ferrari         |
| 1953   | Alberto Ascari     | Ferrari         |
| 1955   | Juan Manuel Fangio | Mercedes-Benz   |
| 1958   | Stirling Moss      | Vanwall         |
| 1959   | Joakim Bonnier     | BRM             |
| 1960   | Jack Brabham       | Cooper-Climax   |
| 1961   | Wolfgang von Trips | Ferrari         |
| 1962   | Graham Hill        | BRM             |
| 1963   | Jim Clark          | Lotus-Climax    |
| 1964   | Jim Clark          | Lotus-Climax    |
| 1965   | Jim Clark          | Lotus-Climax    |
| 1966   | Jack Brabham       | Brabham-Repco   |
| 1967   | Jim Clark          | Lotus-Ford      |
| 1968   | Jackie Stewart     | Tyrrell         |
| 1969   | Jackie Stewart     | Tyrrell         |
| 1970   | Jochen Rindt       | Lotus-Ford      |
| 1971   | Jacky Ickx         | Ferrari         |
| 1973   | Jackie Stewart     | Tyrrell-Ford    |
| 1974   | Niki Lauda         | Ferrari         |
| 1975   | James Hunt         | Hesketh-Ford    |
| 1976   | James Hunt         | McLaren-Ford    |
| 1977   | Niki Lauda         | Ferrari         |
| 1978   | Mario Andretti     | Lotus-Ford      |
| 1979   | Alan Jones         | Williams-Ford   |
| 1980   | Nelson Piquet      | Brabham-Ford    |
| 1981   | Alain Prost        | Renault         |
| 1982   | Didier Pironi      | Ferrari         |
| 1983   | René Arnoux        | Ferrari         |
| 1984   | Alain Prost        | McLaren-TAG     |
| 1985   | Niki Lauda         | McLaren-TAG     |
| 2021   | Max Verstappen     | Red Bull Racing |
| 2022   | Max Verstappen     | Red Bull Racing |